# 고전부 시리즈의 등장인물 목록
아래는 《〈고전부〉 시리즈》의 등장인물과 일본어 및 한국어 성우진을 기술한다.

## 주요 등장인물 (고전부)
- 오레키 호타로(折木 奉太郎)

성우: 나카무라 유이치/신용우
이 작품의 주인공이자 카미야마 고등학교 1학년. 고전부 부원. 해외여행 중인 친누나의 권장으로 치탄다 에루가 부장으로 있는 고전부 부원으로 가입하였다. 성격은 다소 음침해 보이고 무뚝뚝해 보이는 듯하며 '안 해도 될 일은 안 한다. 해야 하는 일은 간략하게' 가 좌우명이다. 고전부 활동을 하다 보니 자신도 모르게 추리에 빠져들게 되었다.
- 치탄다 에루(千反田 える)

성우: 사토 사토미/조경이
이 작품의 주인공이자 카미야마 고등학교 1학년. 고전부 부장. 카미야마 시내 부농가(富農家) 치탄다 가문의 딸로 긴 생머리에 밝은 눈동자를 가졌으며 우수한 성적과 뛰어난 요리 실력을 가지고 있다. 개인 사정으로 고전부에 가입하여 부장이 되었고 45년 전에 일어난 어느 사건에 자기 숙부가 개입되었던 사실이 알려지면서 고전부에서 추리를 풀어내는 데 힘쓴다. "저 신경 쓰여요!"라는 말을 잘한다.
- 후쿠베 사토시(福部 里志)

성우: 사카구치 다이스케/심규혁
카미야마 고등학교 1학년이자 고전부 부원이며 동시에 총무위원회와 수예부 부원이기도 하다. 오레키 호타로와는 악우(惡友) 관계로 구면(舊面) 관계이며 고전부 부장 치탄다 에루에게 휘둘리는 호타로의 모습을 보면서 호타로와 함께 고전부에 가입했다. 자신을 '데이터베이스'라 자칭하며 추리에는 끼어들지 않는 듯하다. 불편함 없이 볼 수 있는 평소의 겉모습과는 달리 나름 신중하고 호타로에게 경쟁심이 있는 모습을 보이기도 한다.
- 이바라 마야카(伊原 摩耶花)

성우: 카야노 아이/김가령
카미야마 고등학교 1학년이자 고전부 부원이며 동시에 도서 위원과 만화연구부 부원이기도 하다. 2화부터 등장한다. 호타로와는 초등학교 때부터 알고 지냈던 구면 관계이며 고등학교도 같은 곳에 다니지만 관계가 소원해진 편. 중학교 때부터 사토시를 알게 된 것을 계기로 호타로보다 적극적이며 사토시를 좋아한다. 사토시를 따라 고전부에 가입하며 도서 위원, 만화연구부와 겸해서 활동하고 있다. 유일하게 고전부 부장인 치탄다 에루와는 초면 관계로 고전부 가입을 계기로 처음 만나게 되었다. 성격은 독설적이고 까탈 한 면이 있는 듯하며 특히 호타로와는 초등학교 이후 관계가 소원해진 후로 냉소적인 듯하다. 사토시에 대해 많이 집착하던 모습에서 점차 변해가며 어색하던 오레키와도 편하게 대하는 등 조금씩 달라지는 모습을 보인다.

## 주변 인물들
- 오레키 토모에(折木 供恵)

성우: 유키노 사츠키/정미숙
오레키 호타로의 누나로 세계 여행을 하다가 돌아온다. 과거의 고전부원이며 오레키가 고전부에 들어가게 된 이유이기도 하다. 항상 오레키의 내향적인 면을 놀린다. 추리실력도 상당히 뛰어난것으로 보인다. 이리스 후유미의 독립 영화 사건에 그녀의 실제 목적을 알아차리기도 하였다.
- 사와키쿠치 미사키(沢木口 美崎)

성우: 이세 마리야/방연지
2-F반의 영화 홍보를 담당하고 있으며 혼고의 미완성 각본의 미스터리를 해결하려한 3명의 아마추어 탐정 중 한명이다.
- 이토이카와 요코(糸魚川 養子)

성우: 코야마 마미/기경옥
세키타니 준 사건 다음해의 고전부 부장이며 학교의 도서실 선생이다.
- 젠나 리에(善名 梨絵)

이바라와 친척 과녜이며 카요의 누나이다. 자기 물품에 이름을 적는 습관이 있으며 동생에게 자기 물건을 못쓰게 한다.
성우: 토요사키 아키/장미
- 젠나 카요(善名 嘉代)(리에의 동생)

성우: 오구라 유이/장예나
리에의 동생으로 누나와 달리 조용하고 순한 성격을 가지고 있다. 리에와 다르게 자기 물건에 이름을 적지는 않는다.
- 에바 쿠라코(江波 倉子)

성우: 유우키 아오이/김연우
혼고의 절친. 조용하고 수줍은 성격을 가졌다. 혼고에 대해서는 "부지런하고, 조심스럽고, 책임감 강하고, 지나치게 친절하고, 쉽게 동요되는 사람"이라 평가하였다.
- 나카죠 준야(中城 順哉)

성우: 콘도 타카유키/김정훈
2-F반의 독립영화 부감독. 혼고의 미완성 각본의 미스터리를 해결하려한 3명의 아마추어 탐정 중 한명이다.
- 하바 토모히로(羽場 智博)

성우: 아베 아츠시/이경태
2-F반 제작 영화의 소품 담당. 혼고의 미완성 각본의 미스터리를 해결하려한 3명의 아마추어 탐정 중 한명이다.
- 이리스 후유미(入須 冬実)

성우: 유카나/정혜원
치탄다의 친구로, 미인으로 표현되며 "여왕"같다고 한다. "여제"라는 별명을 가지고 있으며 다른 사람들을 쉽게 다룰수 있는 능력을 가졌지만 한편으로 치탄다의 순수함을 부러워한다. 2-F반의 학교 축제 영화 제작을 이끌었다.
- 토오카이토 마사시(遠垣内 将司)

성우: 오키아유 료타로/정재헌
신문부 부장인 3학년 학생이다. 지역에서 교육에 관한 공헌으로 이름을 알린 명문가 토가이토의 귀공자이다.
- 쥬몬지 카호 (十文字 かほ)

성우: 하야미 사오리/정유정
치탄다의 친구이며 시토시의 반 친구. 그녀의 가족이 아레쿠스 신사를 운영하며 신사 무녀로 활동하고 있다. 운세부의 유일한 멤버이다.
- 타나베 지로 (田名辺 治朗)

성우: 후쿠야마 준/김현욱
카미야마 고등학교의 2학년 학생이며 칸야제 총무위원회 위원이다. "저녁에는 몸으로"의 백그라운드 작화를 담당했다.
- 코우치 아야코 (河内 亜也子)

성우:아사노 마스미/김율
만화부의 회원이며 쇼코의 친구이다.
- 유아사 쇼코 (湯浅 尚子)

성우: 신도 나오미/박고운
만화부의 회장이다.
- 쿠가야마 무네요시 (陸山 宗芳)

성우: 모리카와 토시유카/정주원
카미야마 고등학교의 2년차 학생이며 생도회 회장이다. "저녁은 몸으로"의 작화를 맡았으며 그림에 소질이 있다고 한다.
- 카이토 타케오(海藤 武雄)

성우: 코니시 카츠유키/한신
- 야마니시 미도리(山西 みどり)

성우: 코시미즈 아미/윤은서
- 카츠타 타케오(勝田 竹男)

성우: 다이 유키/김민주
- 코노스 유리 (鴻巣 友里)

성우: 치하라 미노리/방연지
- 세노우에 마미코 (瀬之上 真美子)

성우: 히로하시 료/김연우
- 스기무라 지로 (杉村 二郎)

성우:이리노 미유/이경태

## 그 외의 인물
- 세키타니 준 (関谷 純)

카미야마 고교의 이름없는 비운의 영웅. 차탄다 에루의 삼촌으로, 여행중 실종되어 사망한 것으로 추정되고 있다. 학교 시위의 희생양이 되어 책임을 지고 퇴학되었다. 고전부의 부장이며 시집 "빙과"의 작가이기도 하다. 시집의 제목은 영어 단어 "아이스크림"을 본따 만든것으로, "나는 소리치다"라는 뜻을 가졌다. 세키타니 준의 침묵속의 고통을 표현하는 표현하는 말장난이다. 인도에서 실종되었다 하며 나중에 법적으로 사망신고 되었다.
- 혼고 마유

2-F 반의 영화 제작에 각본을 맡았지만, 갑작스럽게 병에 걸려 각본을 완료하지 못했다. 하지만 이는 이리스가 지어낸 이야기로, 사실 이리스가 더 재밌는 이야기를 만들기 위해 오레키를 이용한것에 불과하였다. 